# مهاريشية
حركة مهاريشي أو ما تُعرف باسم حركة التأمل التجاوزي هي حركة لتطوير الطاقات البشرية التي تستمد منهجها من العلوم الفيدية القديمة المعروفة في الهند منذ آلاف السنين والتي تعرف اليوم بالتأمل التجاوزي.
تعمل التقنية على مساعدة الإنسان لاختبار مستويات عميقة من الراحة البدنية التي تساعد الجهاز العصبي على التخلص من الضغوط والإجهاد، وبالتالي تحسين حياة الإنسان بشكل كامل.

## التأسيس وأبرز الشخصيات
قام بتأسيسها عالم من الهند يدعى مهاريشي ماهش يوغي. حاز مهاريشي على شهادات ماجيستير من الرياضيات والفيزياء من جامعة ألله أباد في الهند كما درس علوم الفيدا لمدة ثلاثة عشر سنة على يد معلم فيدي كبير هو سوامي برامهاندا سرسواتي المعروف بغورو ديف.
أطلق مهاريشي تقنية التأمل التجاوزي في الهند في العام 1955 م وبعد سنتين جال حول العالم واسس عدة مؤسسات ومراكز لتعليم تقنية التأمل التجاوزي في معظم دول العالم. وقد تعلم هذه التقنية حوالي ستة ملايين شخص.

## الأفكار والمعتقدات

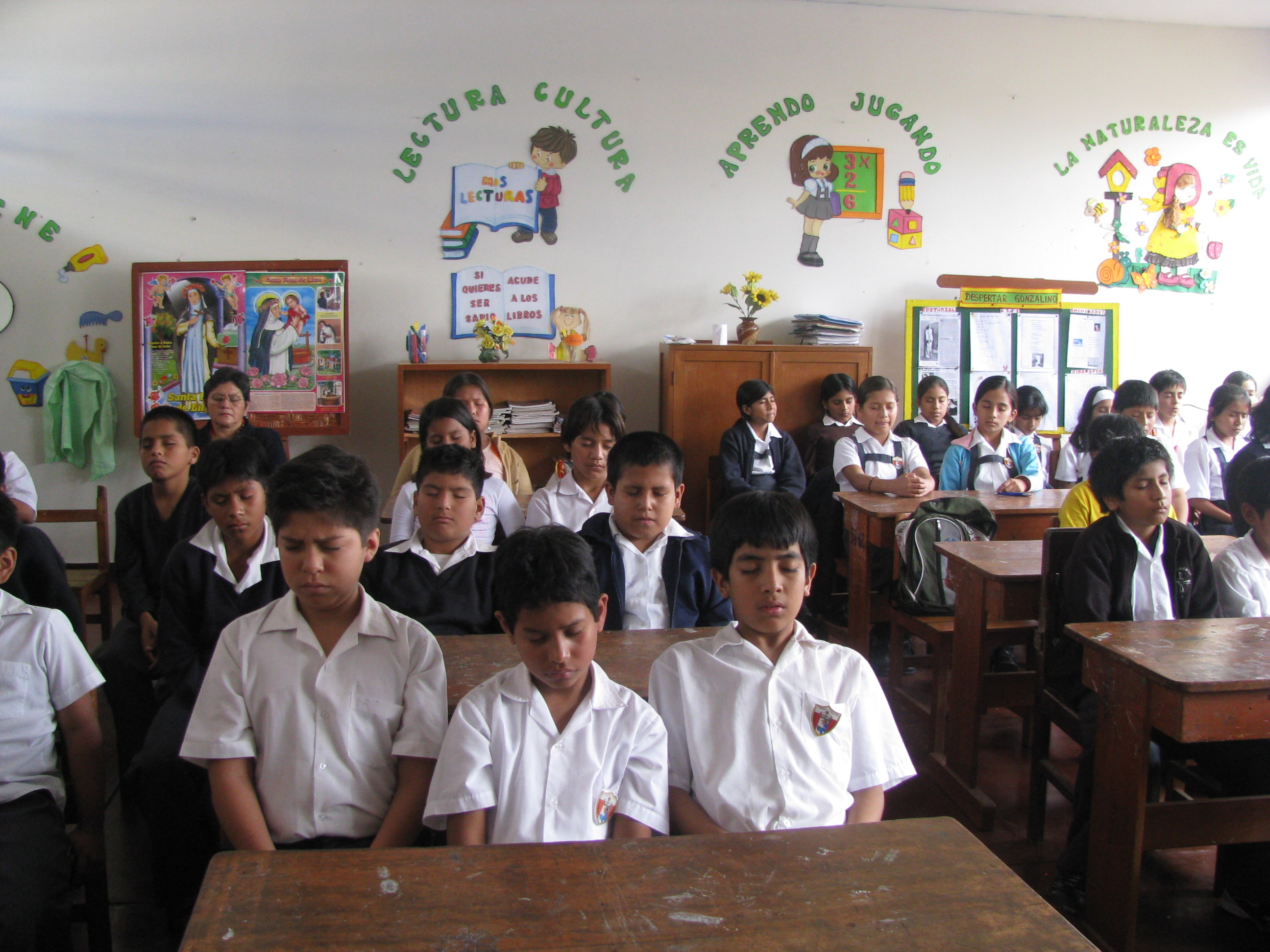
طلاب يتعلمون تقنية التأمل التجاوزي

تعتمد تقنية التأمل التجاوزي على النظريات العليمة الحديثة وخاصة نظريات علوم فيزياء الكم، ونظريات الحقل الموحد التي تقر أن الحقل الموحد هو مصدر كل طاقة ز وهذا الحقل الموحد هو الوعي الصافي الموجود في داخل كل فرد.
في تقنية التأمل التجاوزي يتعلم الطالب كيف يصل إلى الوعي الصافي في داخله، وكيف يستمد هذه الطاقة التي تؤدي إلى اكتساب المنافع التالي:
1. توسع أفاق العقل وتطور القدرات العقلية مثل الذكاء والإبداع والانتظام في التفكير وزيادة المقدرة على التعلم والأداء المهني الأفضل، كما تساعد التقنية على التخلص من الضغوط والإجهاد النفسية.
2. تحسن الصحة وانتظام في وظائف الجهاز العصبي وتقوية جهاز المناعة الإمر الذي يؤدي إلى انخفاض في حدوث الأمراض عن المتأملين، كما تساعد التقنية على التخلص من الأمراض، وهناك دراسات علمية كثيرة حول المنافع الصحية لتقنية التأمل التجاوزي تظهر المنافع الكثيرة لمختلف أنواع الأمراض وخاصة تلك الأمراض الناتجة عن الضغوط والإجهاد stress منها قلق النوم وأمراض الجهاز الهضمي على أنواعها، وأمراض القلب والشرايين، وأمراض الضغط والدورة الدمومية وغيرها. للمزيد يمكنكم مراجعة موقع http://doctorsontm.org
3. تحسن السلوك والتصرف وتطور الإدراك بحيث يصبح الإنسان تلقائياً قادراً على التخلص من العادات الضارة مثل التدخين وتناول الكحول والمخدرات وغيرها من الأشياء الضارة، كما تساعد على الامتناع من القيام بما يعرف بالسلوك الشاذ مثل الإجرام والسرقات والغش والاحتيال لعب الميسر وغيرها. هناك برامج خاصة لمراكز التأهيل والمساجين ومتعاطي المخدرات والكحول تساعدهم على التخلص مما كانو يعانون منه.
4. المجتمع المثالي والسلام العالمي، مع تطور الفرد يتطور المجتمع، وبتطور الأفراد في المجتمع يتطور ما يعرف بالوعي الجماعي، فيصبح الوعي الجماعي متماسكاً ومتناغماً الأمر الذي يؤدي إلى انخفاض النواحي والميول السلبية في المجتمع مثل حوادث السير والإجرام ودخول المستشفيات والنزاعات المحلية وحتى النزاعات الخارجية. هناك عدة دراسات علمية تظهر ذلك في عدد من الدول والمناطق حيت يصل فيها عدد الأشخاص الذين يمارسون تقنية التأمل التجاوزي إلى 1% من عدد السكان.
لمزيد من المعلومات زورزا موقع http://arabictm.org
يمكن تعلم تقنية التأمل التجاوزي من قبل أساتذة متخصصين في تعليم التقنية. يكون تعليم التقنية بشكل شخصي بين الأستاذ والتلميذ، تعطى التقنية بشكل ملائم لكل شخص، وبالتالي لا يمكن تعلم التقنية بواسطة الكتاب أو بالمراسلة أو من قبل أي شخص آخر كان قد تعلم التقنية ولم يلحق في دورة التخصص كي يكون استاذاً مؤهلاً لتعليم التأمل التجاوزي.

## الجذور الفكرية والعقائدية
ترتكز برامج مهاريشي للتأمل التجاوزي على العلوم الهندية القديمة التي تعرف بعلوم الفيدا Vedic Science وهي معرفة قديمة جداً يعتقد أن تاريخ انطاقها يعود إلى أكثر من خمسة وعشرين ألف سنة.
إلا أن مهاريشي قد أعاد إحياء هذه العلوم الفيدية وربطها بالعلوم الحديثة وذلك بالتعاون من أبرز العلماء في هذا العصر ومنهم البروفيسور طوني أبو ناضر المتخصص في علوم الفسيولوجيا البشرية، وهو عالم لبناني الأصل، نال عدة جوائز عالمية على اكتشافاته العلمية. وأيضاً الدكتور جون هكلن وهو عالم في فيزياء الكم، إضافة إلى عدد كبير من العلماء من عدد من الدول منها بريطانيا وفرنسا وألمانيا وروسيا واليابان والهند والصين وغيرها من الدول الأخرى.
إن تقنية التأمل التجاوزي هي تقنية ميكانيكة تساعد العقل الواعي على اختبار الوعي الصافي، وبالتالي يكسب الجسم حالة فريدة من الراحة العميقة التي تساعده على التخلص من الضغوط والإجهاد. هذه الضغوط هي التي تعيق وظائف الدماغ والجهاز العصبي، وبالتالي يشعر الإنسان بالضعف الفكري والمرض البدني وغيره من ضعف في الحالة النفسية والثقة بالنفس. أما مع ممارسة تقنية التأمل التجاوزي ومع تخلص الجسم من الضغوط فيستعيد العقل والجسم كل طاقاتهما وتتحسن حياة الإنسان بشكل عام.
يمارس الناس تقنية التأمل التجاوزي من كل الأعمار، فهي لا تتطلب أي مستوى علمي معين أو ثقافة معينة، أو معتقد معين. فهي تقنية لا تتعارض مع أي أسلوب حياة أو أي ثقافة أو أي دين أو مذهب.

## تفسيرات خاطئة ومغلوطة
[تنبيه : الحقيقة أنها عبادات بوذية، وصلوات وقرابين، يسعى أبو ناضرة لنشرها بين المسلمين]
كان هناك تفسيرات واتهامات خاطئة حول برنامج التأمل التجاوزي وحول مؤسسه مهاريشي ماهش يوغي، فقد فسّر البعض أن هذه العلوم تقرب من الذات الإلهية وتقرب الناس من الطاعات والعبادات، إلا أن التقنية خالية من أي معتقد أو انتماء روحي أو أي معتقد مذهبي أو ديني. أما النتائج الإيجابية الكبيرة التي نتجت عن ممارسة التقنية والتي تم اثباتها علمياً فقد أكدت صدقية هذه التقنية وفعاليتها على مختلف أجناس البشر ومختلف الثقافات والانتماءات الدينية.
انطلق مهاريشي في تلبية وصية معلمه منذ العام 1956، وجال في الهند معلماً تقنية التأمل التجاوزي أو ربما الترجمة الدقيقة باللغة العربية هي التأمل المتسامي. بعد سنتين من تعليم عشرات الآلاف لهذه التقنية في هند، بدأ مهاريشي في السفر إلى الخارج وتوجه من الهند إلى الفلبين ومن ثم اليابان ومنها إلى هواي إلى أن وصل إلى لوس أنجلس في الولايات المتحدة.
أستقر مهاريشي في الولايات المتحدة لمدة من الزمن كانت كافية لإطلاق تقنية التأمل التجاوزي في جميع الولايات، وقد تعلم هذه التقنية عشرات آلاف الأشخاص ومن ثم ذهب إلى كندا، ومن ثم ذهب إلى أوروبا، وزارها بلداً بلد، وأتى إلى الشرق الأوسط إلى مصر ولبنان وفي الثمانينات توجه إلى الاتحاد السوفييتي ودول شرق أوروبا، وهكذا انتشرت حركة التأمل التجاوزي في جميع أنحاء العالم وهناك أكثر من ألف مركز لتعليم هذه التقنية.
في بداية انطلاق حركة مهاريشي شارك فيها الناس من مختلف المستويات الاجتماعية والمستويات العلمية كما شارك فيها الكثير من المشاهير والفنانين.
في أواخر الستينات اتجه مهاريشي إلى التيارات العلمية وكان أبرز العلماء الذي عمل مع مهاريشي البروفيسور كيث واليس الذي برهن وجود الحالة الرابعة من الوعي عند الإنسان. ومن ثم تقرب مهاريشي من العلماء أكثر فأكثر إلى أصبحت حركته تضم أشهر العلماء في جميع أنحاء العالم وفي شتى المجالات.
كان مهاريشي يصرح دائماً أنه من باب العلم سوف يقدم هذه المعرفة إلى جميع الناس. وضع مهاريشي أسس لعلم جديد، علم الوعي، وأطلق أول منهج علمي في علوم الوعي تحت اسم علم الذكاء الخلاق. في العام 1972، أسس مهاريشي أول جامعة علمية في الولايات المتحدة في ولاية أيوا، تحت اسم جامعة مهاريشي الدولية، وأصبح اسمها الآن جامعة مهاريشي للإدارة.
أمضى مهاريشي حياته في تطوير علوم الوعي، فقدم إلى العام علوم الفيدا، تعتبر علوم الفيدا الإنجاز الأهم الذي قدمه مهاريشي إلى البشرية، فهو قد أعاد إحياء هذه العلوم القديمة التي كانت موجودة في الهند منذ آلاف السنيين، ولكنها ضاعت وتبعثرت على مر الزمن. أعاد مهاريشي هيكلة هذه العلوم الفدية وجمعها بشكل منهجي وبطريقة قابلة للبحث في 40 جزء أساسية كل جزء منها يضم عدة أجزاء فرعية وعدة كتب. الأمر الذي أدى إلى اكتشافات علمية متطورة ومتعمقة لا تزام مي مجال البحث من قبل الكثير من التيارات العلمية.
أنهى مهاريشي أعماله وترك هذه الدنيا في 5 شباط / فبراير 2008، وسلم حركته إلى مجلس إدارة موسع يتكون من مجلس أعلى من 33 شخصاً من الأشخاص المتمرسين في علوم مهاريشي، كما يضم مجلس إدارة عالمي من 12 إدارة تعنى في الشؤون المختلفة من الحياة. إضافة إلى مجالس مماثلة في كل بلد. ترك مهاريشي هذه الدنيا ولم يضع أي أسس أو تعاليم لها أي طابع أو أي شكل من أشكال التوجه الديني أو المذهبي، لا بل في العكس من ذلك وضمن مجلس إدارة مهاريشي، هناك إدارة خاصة بالديانات والثقافات، وتعمل هذه الإدارة على كيفية تطوير الانتماء الديني عن الناس والتعمق والتعبد لله لكل فرد في دينه الخاص، من خلال تقنية التأمل التجاوزي.

## التوسع العلمي لبرامج مهاريشي
نتيجة لإعادة هيكلة علوم الفيدا من قبل مهاريشي أصبحت هذه العلوم قابلة للمقارنة والتثبيت من قبل التيارات العلمية. فكان أو العلماء المشهورين في الغرب، الدكتور جون هاكلن الذي عمل في دراسات اكتشاف نظريات الحقل الموحد في علوم فيزياء الكم، هذه النظرية هي تتابع لنظريات أينشتين وأهمها نظرية النسبية. عمل الدكتور جون هاكلن مع مهاريشي لعدة سنوات إلى أن توصل في العام 1992 إلى وضع نظرية جديدة مبنية على نظرية الحقل الموحد، أطلق عليها اسم نظرية دستور الكون. تظهر هذه النظرية كيف أن الطاقة الكونية هي غير ظاهرة وهي مصدر كل شيء وهي متغلغلة في كل شيء، من أصغر ذرة إلى أكبر جرم في الفضاء، ومن صفات هذه الطاقة أن لها قوة تنظيفية هائلة، فهي تنظم عمل كل شيء في الكون. هذه النظرية الهامة تتجه إلى التثبيت العلمي من خلال عدة تجارب وابحاث علمية منها التجربة التي أقيمت في مختبر سيرن في سويسرا خلال العام 2012، والتي نتج عنها اكتشاف ما يعرف بـ هيغ بوزون والذي يسمى أيضاً بـ جزيء الله.

### الأنسان هو كوني
إضافة إلى الدكتور جون هاكلن، كان هناك عدد آخر من العلماء ومن أبرزهم العالم العربي البروفيسور أنطوان أبو ناضر، وهو عالم لبناني، درس الطب في لبنان وتابع دراساته وأبحاثه في علوم الإدراك وعلوم الخلايا الدماغية وعملها. عمل البروفيسور أنطوان أبو ناضر مع مهاريشي من الثمانينات، وكان عمله في مجال الدماغ والفيسيولوجيا البشرية، وكانت النتيجة في التوصل إلى نظرية جديدة تقول أن الإنسان هو كوني، بمعنى أن الوظائف الفسيولوجيا البشرية تعمل بشكل مشابه تماماً مع القانون الطبيعي المسيّر للكون بأسره. وهذا الاكتشاف جاء مطابقاً تماماً مع هيكلية علوم الفيدا التي أعاد مهاريشي إحيائها.
يقول مهاريشي عن هذا الاكتشاف أنه سوف يفتح الباب واسعاً أمام قفزة نوعية كبيرة في تطوّر الإنسان، ومن خلال اختبار الإنسان لمنبع طاقته الذاتية، التي هي الطاقة المسيرة للفسيولوجيا والمسير للكون أيضاً، سوف يستطيع الإنسان من أن يستعمل طاقاته العقلية بشكل كامل. نحن نعلم أن الإنسان يستعمل جزء ضئيل فقط من طاقاته العقلية، ولا يتعدى ذلك 10 بالمئة، والمعدل العام لا يزيد عن 5 بالمائة.

### الوسائل العلمية تحتاج إلى أدوات للاختبار
نحن نعلم أن النظرية العلمية تعتمد على التطبيقات المخبرية. في نظرية الحقل الموحد كان هناك الحاجة لبناء مختبر هائل من أجل دمج القوة الكهرومغناطيسية مع قوة التفاعل الضعيف. وتم نجاح هذه الاختبار في العام 1967 على يد عالمان نالا جائزة نوبل للفيزياء عن هذا الاكتشاف، وهو الدكتور واينبريد من الولايات المتحدة والدكتور عبد السلام من باكستان.
إما مع الدخول البحث العلمي إلى مستويات مرهفة ومستويات عميقة من الوجود المادي، فهو يحتاج إلى أدوات تستطيع الغوص في أعماق هذه المستويات المرهفة والعميقة، وهذه الأدوات لن تكون مثل سابقاتها في مختبرات هائلة وكبيرة، بل ستكون أدوات دقيقة جداُ وحساسة جداً. وهنا أبرز مهاريشي أهمية اعتماد الدماغ البشري كأدوات لاختبار مصدر الطاقة الكونية واستخلاص كيفية استخدامها لمنفعة البشرية. إن الدماغ المتطوّر والذي يعمل بشكل متناغم ومتماسك، يستطيع أن يختبر مصدر الطاقة اللامحدودة كما يستطيع أن يفتح لها الباب للتدفق بكل قوة التنظيمية الهائلة من أجل تنظيم الحياة في كل مكان.

### التلاقي العلمي مع العلوم الدينية
تعتبر هذه العلوم والابحاث والرياضات من اخطر العلوم على مختلف العقائد التي تدعو إلى التوحيد والاعتراف بالذات الإلهيه وهي اخطر ثغره يمكن ان يفتحها المرء في معتقداته الدينية وأكبر ضربه في مجال العقيدة لدى المؤمنين حيث انها تعده وتأهله للثقة في الذات البشرية اى النفس بشكل كلى مطلق وبعد فتره تدريجيا تصبح اله نفسك دون الرجوع للخالق واسبابه التي يعطيها للعباد والبشر من رزق وصحه أو شفاء أو سعاده أو شقاء في الحياة كما ان هذه العلوم تفتح ثغره بين عالم الانس والجان والشياطين اى ان ممارسها يكون أكبر عرضه للمس أو الحاق الأضرار بالروح ثم العقل ويليه القلب كما ان ممارسها لا يملك الخيار إذا اراد تركها كما اخبر من بدأو بث هذه العلوم ونصحوا بعدم تركها حتى لا تضل الطريق مره أخرى والانكباب على ممارستها بشكل مستمر وهذا القول الماثور بين مدرسى هذه العلوم لا يخفى على العين انه مثل الدعوة لعباده جديده وبخصوص موضوع يجب عدم تركها وذلك لما قد يترتب عليه من اذى لك من الشياطين والطواغيت التي بدأت الرحلة في عالمها منذ ان حاولت الطيران والأرتفاع عن الأرض بدون اجنحه وخالفت النظام الربانى الذي خلقت عليه كأنسان وتصرفت على غير ماهيه خلقك الأساسية .
والخطر المحقق يكمن في اسلوب ترويج هذه العلوم حيث تتناسب مع جميع الأديان ويتم الإعلان عنها بشكل براق لما تحتويه من غموض قد يخلب لب الكثيرين من الجيل الجديد وخاصة فئة الشباب اليأس والذين يشعرون بالملل وبالأضطهاد أو بالفقر الروحى .
```
فلو كنت مسلما سوف تروج لك بأسلوب خلط أحاديث من الهدى النبوى وذكر ايات قرأنيه وسوف يقوم مروجها بتفسير الايات بالكذب حتى يقنعك ببدء ممارستها ولربما بدأ الترويج بكلمة بسم الله . 
(من باب التضليل - تفسير على هواه - تفسير على غير ما انزلت به الأية - تلبيس ابليس - مخادع) 
```

ولو كنت مسيحيا سوف تروج لك تلك العلوم على انها علوم مدروسه ومذكوره في الأنجيل وأنت مطالب بتعلمها ولربما نسبوها للرسل أيضا .
وهذه العلوم دعايتها كالاتى جمل براقه مثل (اعرف نفسك - اعرف الطاقة الكامنه داخلك - أنت تمتلك داخلك قدره خارقه ولكن لا تعلم - يمكنك تحرك الأشياء عن بعد - أنت ولدت بقدرات خارقه ولكنك اهملت فيها فأندثرت وحان الوقت لاعادة ايقاظها - يمكنك السفر لاى مكان في العالم وأنت في منزلك .......والى ما لانهايه من الكلمات التي قد تخلب لب المستمع وتجذب انتباهه لمروج هذه المعتقدات الوثنيه)

## الإنجازات

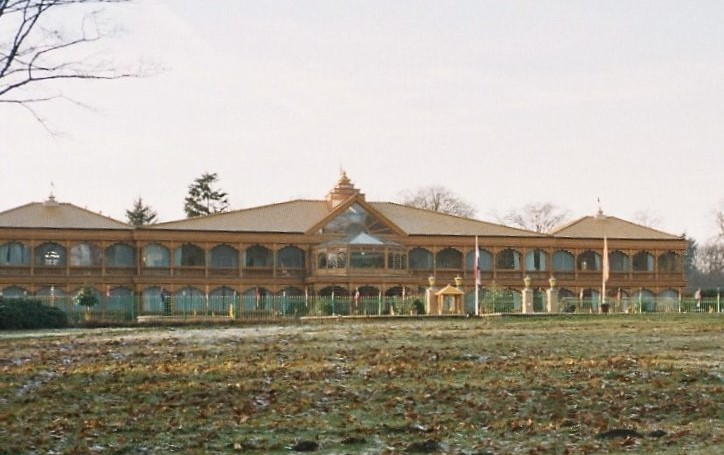
مهاريشي الأوروبية للبحوث في جامعة Vlodrop، وهولندا

مهاريشي ماهش يوغي هو مؤسّس حركة التأمّل التجاوزي وحركة التجدّد الروحي في جميع أنحاء العالم (1957)؛ قدّم أبحاثاً في حقل الوعي وكشف للضوء حالات الوعي السبع (1957-1967)؛ أوجد علم جديد – علم الوعي، علم الذكاء الخلاق – ودرّب 2000 أستاذاً في هذا العلم (1972) [أصبح عددهم الآن 40 ألف أستاذ]؛ اكتشف دستور الكون - الطاقة الحيّة للقانون الطبيعي - في الرِك فيدا، واكتشف البنية الديناميكية للرِك فيدا في الأدب الفيدي بشموليته (1975)؛ أعلن فجر عصر الإشراق على أساس اكتشاف تأثير مهاريشي (1975).
شكّل مهاريشي حكومة عالمية لعصر الإشراق بسيادتها في مجال الوعي وبصلاحيتها بالقوة التي لا تقهر للقانون الطبيعي (1976)؛ قدّم برنامج ال تي أم سيدهي واختبار فقاقيع الغبطة في الطيران اليوغي لإيجاد الترابط الأسمى بين العقل والجسم على مستوى الفرد والتناغم في الوعي العالمي (1976)؛ وضع نظرية مهاريشي المطلقة للحكومة، ونظرية مهاريشي المطلقة للتربية، ونظرية مهاريشي المطلقة للصحة، ونظرية مهاريشي المطلقة للدفاع، ونظرية مهاريشي المطلقة للاقتصاد، ونظرية مهاريشي المطلقة للإدارة، ونظرية مهاريشي المطلقة للقانون والنظام، ونظرية مهاريشي المطلقة لإعادة التأهيل، وذلك لرفع مستوى ميادين الحياة كافة إلى الاكتمال (1977)؛ جلب للضوء تفسير الرِك فيدا، أبوروشيا بهاشيا، كونها بنية الوعي الذاتية الخلق، والذاتية الاستمرار الأبدي (1980)؛ نظّم الأدب الفيدي الذي كان مبعثراً لمئات السنين وجعله أدب العلم الكامل - علم مهاريشي الفيدي وتكنولوجيته (1981).
كشف مهاريشي للضوء الطاقة الكاملة للآيورفيدا، والغاندهارفا فيدا والدهانور فيدا والستهاباتيا فيدا والجيوتش، من أجل إيجاد عائلة متحرّرة من الأمراض والمشاكل لكل الأمم (1985)؛ وضع خطّة رئيسية لخلق الجنّة على الأرض من أجل إعادة بناء العالم كله، في الداخل والخارج (1988)؛ كشف للضوء عن العلوم السياسيّة السامية، وقدّم آلية عمل للإدارة لجعل السياسة خالية من النزاعات وجعل الحكومة متحررة من المشاكل في كل بلد؛ شجّع على تأسيس حزب سياسي جديد، حزب القانون الطبيعي، في عدد متزايد من دول العالم من أجل إحياء ودعم القانون الوطني من القانون الطبيعي، وبذلك يكون قد قدّم طريقة عملية من أجل تفعيل نظرية المطلق للحكومة (1992)؛ افتتح رام راج العالمي - الإدارة العالمية من خلال القانون الطبيعي (1993).
اكتشف مهاريشي الفيدا والأدب الفيدي في الجسم البشري، مثبتاً التوحيد الأكبر لكل التعددية المادية في الخليقة - لكل العلوم وكل الديانات (الربع الأخير من العام 1993). هذا ما بشّر بفجر الحضارة الفيدية، حضارة مرتكزة على المعرفة الصافية وعلى القوة التنظيمية اللامحدودة للقانون الطبيعي - حياة متوافقة مع القانون الطبيعي - حيث لن يعاني أي فرد؛ بل يتمتع الجميع بمجد الله الأبدي - الجنّة على الأرض؛ أسس جامعات مهاريشي الفيدية وجامعات مهاريشي آيورفيدا في كل أنحاء العالم لإعطاء معرفة التحكم بالقانون الطبيعي لكل فرد ولتثبيت الحياة بالتوافق مع القانون الطبيعي - الكمال في كل مهنة - وإيجاد حكومات متحرّرة من المشاكل ومرتكزة على القانون الطبيعي في كل بلد - حكومات تملك القدرة على تحاشي المشاكل (1993-1994)؛ قدّم برامج للوقاية في مجال الصحة والأمن، من أجل إيجاد حياة وطنية صحيّة ووقاية ودفاعية لا تقهر للوطن، وذلك من خلال تقديم برامج توجيهية وقائية لآيورفيدا مهاريشي من أجل الصحة التامة، ومن خلال تقديم برنامج الجناح الوقائي في الجيش في كل بلد لمنع ولادة العدو، ذلك بمجرد تدريب نسبة صغيرة من أفراد الجيش في التكنولوجيا الفيدية للدفاع - التأمل التجاوزي وبرنامج ال تي أم سيدهي والطيران اليوغي (1994).
أسس مهاريشي جامعة مهاريشي للإدارة في الولايات المتحدة واليابان وهولندا وروسيا وقدم برنامج لإعادة إحياء المؤسسات. (1995) وأوجد نظام جديد للصحة الوقائية—مقاربة مهاريشي للصحة—النظام الكامل والتام للوقاية من الأمراض وعلاجها واتي تعالج المرض من مستوى حقل الذكاء الداخلي للجسم (1996). أطلق مهاريشي برنامج من أجل تأسيس إدارة عالمية من خلال القانون الطبيعي، «مهاريشي فيشوا براشان الفيدية» ودعا جميع المواطنين المعنيين للانضمام إلى اتحاد الأمم الشعبية من أجل إحلال المنعة التي لا تقهر والاكتفاء الذاتي لكل بلد على الأرض (1996). أسس مهاريشي إدارته العالمية من خلال القانون الطبيعي وحدد أثني عشر عاصمة في كل منطقة زمنية حول الكرة الأرضية (1997). تم تأسيس شركة مهاريشي العالمية للتعمير في عدد من الدول من أجل إعادة تعمير العالم باعتماد المبادئ الفيدية في التعمير—الستهاباتيا فيدا، فاستو فيديا—البناء طبقاً للقانون الطبيعي (1997). تم تكريم البروفسور طوني أبو ناضر بمكيال وزنه من الذهب لاكتشافه التاريخي للفيدا والأدب الفيدي على كونها تتطابق بكل شموليتها بما في ذلك بالآلهة المذكرة والمؤنثة والكون كله، جميعها موجودة في جسم كل إنسان (1998). أطلق قناة مهاريشي الفضائية - مهاريشي فيدا فيزن - التي ابتدأت البث الفضائي في الهند ومن ثم إلى جميع أنحاء العالم من أجل إشعاع نور الجنة على الأرض وعودة الحضارة الفيدية.